# La Source (Courbet, New York)
Pour les articles homonymes, voir La Source.
La Source (ou La Font.) est une peinture à l'huile sur toile réalisée vers 1862 par l'artiste français Gustave Courbet. Le tableau représente une femme nue vue de dos dans un ruisseau. L'œuvre de Courbet fait partie de la collection du Metropolitan Museum of Art de New York.

## Description
La Source représente une femme nue caressant un ruisseau qui coule. Courbet a peint la femme de manière à s'écarter de la forme féminine idéalisée contemporaine. Courbet a peut-être peint La Source en réponse directe à la peinture de Jean-Auguste-Dominique Ingres de 1856 La Source, qui présente un sujet féminin très idéalisé dans une scène similaire.
L'identité du modèle de Courbet est inconnue ; certains supposent qu'elle a posé pour Courbet deux fois, tandis que d'autres déclarent qu'elle n'a posé qu'une seule fois. La Source a été comparée au tableau La Lune et la Terre de Paul Gauguin de 1893 et La Source d'Ingres.
La féministe et philanthrope américaine Louisine Havemeyer (1855 – 1929) a acquis le tableau en 1916 et l'a ensuite légué au Metropolitan Museum of Art. Auparavant, elle l'avait prêté anonymement  au MET lors d'une exposition de l'œuvre de Courbet en 1919.

## Autre version du même sujet

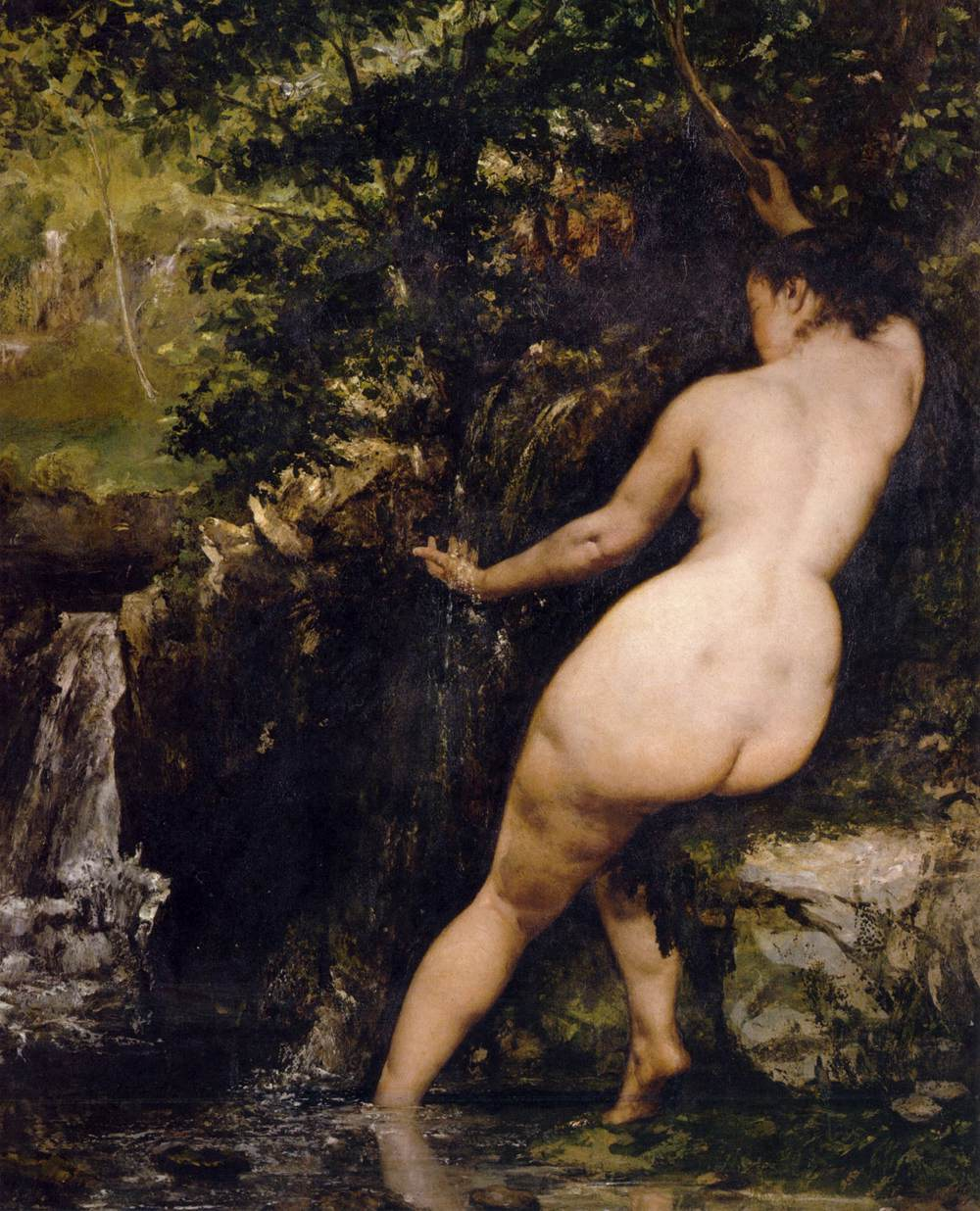
Version de 1868 du musée d'Orsay.